# Valea Teilor
Valea Teilor es una comuna ubicada en el distrito de Tulcea, Rumania.

## Superficie
Posee una superficie de 38,73 kilómetros cuadrados.

## Demografía
Hasta 2021 la población era de 1289 habitantes, con una densidad de población de 33,28 habitantes por kilómetro cuadrado.